# Geher-Länderkampf der Männer 1976 BR Deutschland – Großbritannien
| 8. Leichtathletik-Länderkampf mit bundesdeutscher Beteiligung 1976 | 8. Leichtathletik-Länderkampf mit bundesdeutscher Beteiligung 1976 |
| ------------------------------------------------------------------ | ------------------------------------------------------------------ |
|                                                                    |                                                                    |
| Geher-Vergleich der Männer: BR Deutschland – Großbritannien        |                                                                    |
| Austragungsort                                                     | Salzgitter                                                         |
| Wettbewerbe                                                        | 2                                                                  |
| Datum                                                              | 6. Juni                                                            |
| 1. FRG 2. GBR                                                      | 25 Punkte 19 Punkte                                                |
| Chronik                                                            |                                                                    |
| ← FRG-URS / FRG-BGR (F)                                            | FRG-FIN 10kampf (M) →                                              |

Im achten Vergleich des Länderkampfjahres 1976 kam es zum zweiten Länderkampf der männlichen Geher. Am 6. Juni traten sie in Salzgitter gegen Großbritannien an. Mit den Briten hatte es zuvor fünf Zweiländervergleiche gegeben, von denen die Bundesrepublik vier gewonnen hatte und Großbritannien einen. Darüber hinaus hatten 1968 und 1975 zwei Dreiländerkämpfe mit britischer und bundesdeutscher Beteiligung stattgefunden, in denen einmal Großbritannien vor der Bundesrepublik und einmal die Bundesrepublik vor Großbritannien gelegen hatte.

## Modus
Wie gewohnt standen zwei Wettbewerbe auf dem Programm, das Straßengehen über 20 und wieder einmal 35 statt 50 Kilometer. Jede Nation konnte je Wettbewerb vier Geher stellen, von denen die drei Besten gewertet wurden. Die Punkte wurden folgendermaßen verteilt: 1. Platz: 7 P / 2. Pl.: 5 P / 3. Pl.: 4 P / 4. Pl.: 3 P / …

## Ergebnis
Auf der kürzeren Distanz erarbeiteten sich die bundesdeutschen Geher einen Doppelerfolg. Über 35 Kilometer lag ein britischer Vertreter vorn, doch auch hier sammelten die bundesdeutschen Teilnehmer durch die Ränge zwei bis vier die größere Punktezahl. So setzte sich die bundesdeutsche Mannschaft mit 25 zu neunzehn durch.

## Resultate

### 20-km-Straßengehen
| Platz | Athlet             | Land | Zeit (h)  |
| ----- | ------------------ | ---- | --------- |
| 1     | Bernd Kannenberg   | FRG  | 1:27:31,0 |
| 2     | Gerhard Weidner    | FRG  | 1:29:17,8 |
| 3     | Roger Mills        | GBR  | 1:29:55,4 |
| 4     | Brian Adams        | GBR  | 1:31:32,4 |
| 5     | Amos Seddon        | GBR  | 1:32:32,0 |
| 6     | Carl Lawton        | GBR  | 1:33:31,0 |
| 7     | Heinz Mayr         | FRG  | 1:34:20,8 |
| 8     | Rainer Tryankowski | FRG  | 1:35:08,0 |

### 35-km-Straßengehen
| Platz | Athlet            | Land | Zeit (h)  |
| ----- | ----------------- | ---- | --------- |
| 1     | Roy Thorpe        | GBR  | 2:51:02,8 |
| 2     | Heinrich Schubert | FRG  | 2:51:20,4 |
| 3     | Hans Binder       | FRG  | 2:51:31,8 |
| 4     | Walter Drössler   | FRG  | 2:52:55,2 |
| 5     | Stewart Elms      | GBR  | 2:54:47,0 |
| 6     | Alfons Schwarz    | FRG  | 2:57:58,0 |
| 7     | John Lees         | GBR  | 3:00:27,0 |
| 8     | Barry Ingerfield  | GBR  | 3:03:10,0 |